# Coccothrinax clarensis
Coccothrinax clarensis är en enhjärtbladig växtart som beskrevs av Leon. Coccothrinax clarensis ingår i släktet Coccothrinax och familjen Arecaceae.

## Underarter
Arten delas in i följande underarter:
- C. c. brevifolia
- C. c. clarensis